# Раз, два — пряжку застібни
«Раз, два — пряжку застебни» (англ. One, Two, Buckle My Shoe) — детективний роман англійської письменниці Агати Крісті 1940 року видання із серії про бельгійського детектива Еркюля Пуаро.
Альтернативна назва — «Раз, два, три, туфлю застебни». У США виходив за назвою «Патріотичні вбивства», в СРСР — «Раз, раз — гість сидить у нас».

## Сюжет
Пуаро розслідує таємничу смерть дантиста. Все нагадує самогубство, але Пуаро вважає, що все ж таки відбулося вбивство. Крім того, йому доведеться розслідувати ще два вбивства, які будуть пов'язані з першою смертю.